# 和安樂
和安樂，或稱「水房」、「汽水房」、「水記」、「安樂堂」，是香港一個「和字頭派系」的三合會組織。

## 概況
「和安樂」創立於1921年，1930-1950年代曾經是香港最大黑幫，江湖地位一時無兩，至1970年代會員數超過60萬，廣泛滲透各行各業。1975年後被廉政公署及反黑組重點打壓，導致1980後勢力衰退。 但至1997年前夕，會員人數仍有約3萬。自1990年代起，「和安樂」開始管理紅色小巴及部分綠色小巴線，特別在紅色小巴市場中佔據壟斷地位。2010年代，「和安樂」勢力仍見於深水埗、油麻地、旺角砵蘭街及尖沙嘴，並涉及毒品販售與色情業操控等非法活動。
自1960年起，「和安樂」在澳門亦發展龐大勢力。1990年代，其澳門頭目「水房賴(賴東生)」與 14K的澳門領袖「崩牙駒(尹國駒)」展開合作，並一直持續到2010年代。

## 坐館選舉
「和安樂」的掌權人物「坐館/龍頭(行政）」及「揸數(財政）」每兩年半由幫會內選舉產生。傳統上設有24個「叔父」席位，稱為「廿四枝樁」(或戲稱為「兩打裝汽水」），他們擁有每屆投票選出一個「坐館」及一個「揸數」的權利。「坐館」卸任後將成為「叔父」。

#### 和安樂「招牌詩」
「本堂名字和安樂，獅子頭來玻璃身；

金漆招牌揚四海，廿四枝樁到如今。」

## 「水房」名稱源由
「和安樂」別稱「水房」，有說，因為土瓜灣曾經有間「安樂汽水房」(Connaught Aerated Water Company Limited），因此同名的「和安樂」被戲稱為「水房」或「汽水房」。

又有說「安樂堂」有創會成員是「安樂汽水房」員工，但此說法欠缺文獻證據。真實源頭未可考證。

## 1921-1941年，創立期歷史

### 「安樂堂」攤販工會成立
「和安樂」最初名為「安樂堂」，1921年創立於馬頭角木廠街，加入了「和字頭派系」，早年隸屬「和勝和」。創立初期，由李勝（大眼勝)、鄒日光、豬肉就、水果勇、魚蛋平等十二人擔任領袖，號稱「安樂十二皇叔」，早期為馬頭角的茶樓酒館從業者及街邊熟食攤販工會組織。旨在保障工人權益，維護攤販的地盤安全，提供會員娛樂福利。初期的「和安樂」規模不大，只有三百餘人，偏居馬頭角一隅，並無擴展野心。

### 香港戰前最大黑幫
「和安樂」的轉折點出現在1933年，第二代領袖中崛起一位心狠手辣的人物 —— 溫貴。起初，他只是普通會員（俗稱「四九仔」），在「和安樂」與剛成立的新堂口「和勝堂」爭奪地盤的衝突中，他運用離間計瓦解對手士氣，並於油麻地吳松街大觀酒樓設下刀手埋伏，一舉擊潰對方主力，使油麻地完全落入「和安樂」的掌控。憑此戰功，溫貴迅速晉升為「白紙扇」，並擔任堂口「揸數」的重要職務。
1934年，「和安樂」因與其所屬堂口「和勝和」發生利益衝突而內部分裂，最終脫離「和勝和」，自立門戶。
溫貴在接任「和安樂」領袖後，積極擴張勢力，經營多間鴉片煙格、非法賭場及色情架步。將原本僅三百人的會員規模擴展至超過三千人，並將勢力範圍推進至九龍。他在油麻地上海街租下一整層樓作為堂口辦事處，並將「和安樂」組織劃分為十條線：九龍佔六條，香港島兩條，新界一條，荃灣至元朗一條。每條線均配置一名紅棍和一名白紙扇負責管理，下設若干「堆」，每個堆由小頭目帶領會員。當堂口發起行動時，組織層級分明、指揮有序，運作宛如軍隊。憑藉這一嚴謹的結構，「和安樂」聲勢日益壯大，各堂口成員紛紛「過底」投靠，最終奠定其作為當時香港最大黑幫的地位。
在第二次世界大戰前夕，江湖中流傳著「最老福義興，最大和安樂」的說法。這是因為當時的「和安樂」不僅財力雄厚，其勢力規模甚至超過了「和合圖」及「福義興」。（那時，「14K」和「新義安」等勢力尚未出現)，「和安樂」的會員數量多達數萬，被譽為戰前香港三合會中最具影響力的堂口。

## 1941-1974年，全盛期歷史

### 協助日軍，侵害香港
1941年夏，二戰期間，日軍計劃進攻香港，「和安樂」頭目被日本憲兵收編，加入「第五縱隊」，提供情報協助日軍入侵。12月9日英軍撤退九龍，「和安樂」聯同「和利和」、「和洪聖」、「和群英」以及「和勇義」等堂口在深水埗搶掠糧食、姦淫擄掠，殺害反抗市民，造成大量死傷。他們臂纏白布，高喊「勝利」作記認，自稱「勝利友」，騷亂至12月12日日軍佔領九龍才結束。日治期間，「和安樂」加入「興亞機構」，協助維持秩序並經營賭毒與賣淫。戰後英國重掌香港，港英政府逮捕並遞解「和安樂」多名頭目出境。

### 戰後發展，任職「和字頭」盟主
1945年戰後初期，「和安樂」（水房）依然是香港最大幫會，會員人數超過六萬。
1949年，國共內戰後，大量新幫會來港，包括「14K」、「新義安」、「粵東幫」，打破了舊有幫派秩序。為了團結「和字頭派系」力量對抗新外來幫派，「和安樂」堂主黃老潤於1956年被推舉為「和字頭派系」總坐館(香主），再統合旗下各堂口。改革入會制度，取消傳統名冊、降低門檻，但也因此導致紀律與忠誠度下降。到六十年代，「和字頭」總坐館為「和安樂（水房）」的金牙連，亦辦演統領「和字頭」的重要角色。

### 右派暴動後，頭目被遞解至澳門
1956年，香港右派（親國民黨）工會組織策劃雙十暴動，在「和安樂（水房）」及「十四K」參與下迅速演變為嚴重暴力活動，三合會成員領導焚車、趁亂集體搶劫、殺害香港市民以製造恐慌、與親共產黨的人士發生械鬥衝突。事件釀成約60人喪生，逾300人受傷。1957年，暴動過後，港英政府特別成立了反黑組，專門偵查三合會活動。

雙十暴動後，香港政府大規模遞解黑幫頭目，包括「和安樂（水房）」、「十四K」、「和勝義」，他們選擇了澳門作為落腳點。這些「過江龍」適應了澳門環境後，洞察澳門黑社會的弱點與警方的無能，開始積極擴張勢力，建立堂口，與澳門黑幫「馬九仔」爆發衝突。
1958年，白眼塘「利廬」與「水房」大戰，最終由「水房」勢力勝出。後來香港的聯公樂（單耳）亦踏足澳門從事走私生意。自此，澳門黑社會勢力逐漸被四大香港「過江龍」社團取代。

### 「和安樂」製毒集團，勾結警長
1966至1974年間，當時總華探長呂樂與黑幫勾結，默許和支持其壯大財源。以「和安樂(水房）」的沙塵超及「14K」的馬菲士為首的製毒集團，與泰國「飛虎堂」及日本「山下幫」結盟，將嗎啡原料運往香港加工，再走私至歐洲和亞洲其他地區，大舉獲利。
1970年代，「和安樂(水房）」成員人數一度增至70萬人。1974年廉政公署成立後，全面打擊貪污與黑幫勾結，「和安樂」在香港遭受重創，多名高層頭目被捕或潛逃，組織迅速式微。到1977年後，據香港反黑組的統計，「和安樂」會員人數下降至約3萬人。本地勢力式微之際，部分頭目轉往英國、加拿大、荷蘭等地另起爐灶，建立海外堂口。隨着「和安樂」元氣大傷，到了70年代末，勢力迅速上升的「新義安」趁機崛起，成功奪取其在油麻地的重要地盤。1980年代後，「和安樂」香港第二大幫的地位雖被「新義安」壓過，但於港九仍有一定勢力。

## 1980-2000年，海外發展史

### 英國發展，「勝和」鬥「水房」
1985年10月9日，英國格拉斯哥發生一宗震驚華人社區的謀殺案：「和安樂（水房）」的財務主管（白紙扇）Philip Wong遭多名持刀殺手伏擊斬殺，手法兇殘。據指，Philip拒絕與「和勝和」合作，並堅拒讓出壟斷來自香港的盜版錄影帶市場，最終惹來殺身之禍。
這宗命案突顯了八十年代中後期英國三合會之間的激烈鬥爭。早於1984年《中英聯合聲明》簽署後，「和安樂（水房）」因在香港受警方打壓，迅速將勢力轉移至英國，建立堂口，活躍於倫敦、格拉斯哥、修咸頓及貝爾法斯特，主要涉及盜版影音、偽造文件、非法賭博及對華人社區的勒索活動。
至八十年代末，「和勝和」開始在英國崛起，勢力遍及利物浦、伯明翰、曼徹斯特、樸茨茅夫及倫敦。相比「和安樂」，「和勝和」涉及更嚴重的犯罪，包括從香港與東南亞走私海洛因、軍火及假冒商品。在蘇格蘭，更曾與「14K」合作進行香菸走私。英國執法部門認為，自2000年起，「和勝和」已成為英國規模最大的三合會組織。

### 倫敦水房內訌槍殺案
1991年9月7日，商人林應杰在倫敦唐人街遭「和安樂（水房）」成員槍擊四槍，導致終身殘疾。據稱，林應杰是黑幫成員，當時正試圖奪取「水房」在英國的控制權，因此成為攻擊目標。1992年12月，倫敦中央刑事法院審理此案，七名疑似「水房」成員——張偉軒（George Cheung）、溫瑞祥（Jason Wan）、陳仲志（David Chan）、廖偉源（Danny Liu）、鄧偉明（Clifford Tang）、周德錦及何偉允——被控策劃謀殺林應杰。庭審期間，張偉軒承認自己是槍手，並指控另外六人為共犯。他本人於同年稍早，在倫敦富林（Fulham）Greyhound Road的公主花園餐廳地下室內正式加入三合會「水房」。然而，除張偉軒外，其餘六人因陪審團無法達成一致裁決，最終被判無罪釋放。

### 澳門「四聯體育會」結盟
1995年，澳門「和安樂」賴東生（綽號水房賴）與「14K梅字堆」尹國駒（綽號崩牙駒）、「14K大圈」譚仁活（綽號四眼牛）及「和勝義」江國良（綽號石岐良）結盟，創辦澳門「四聯體育會」。共同對抗由「14K湃𠫂」的街市偉及「新義安」聯手的外來勢力。四聯合作一直持續到2010年代。

## 2001年至今

### 公海選坐館儀式 四大首腦被捕
2001年3月2日，警方派出臥底滲透黑幫「和安樂」，成功搗破其在公海舉行的「選坐館」及「紥職儀式」，拘捕近百名成員，包括坐館級的四大首腦。行動由O記發動，警員假扮賭客，於海上突擊截查賭船。據悉，「和安樂」當時香港會員逾兩萬人，分為兩支，其中一支活躍於油尖旺，「坐館」為馬交培，「揸數」賢仔；另一支活躍於灣仔，「坐館」為蘇全，「揸數」飛強。
現時油麻地廟街一帶，仍由水房大佬街市華及其頭號門生韓國Mic較活躍

### 刺殺李柱銘及黎智英案
2009年7月，香港民主派人物李柱銘與傳媒人黎智英被揭發成暗殺目標，事件牽涉香港著名黑幫「和安樂（水房）」。內地公安高調介入，拘捕十人，當中包括已退隱三十年的水房元老級話事人「神仙錦」童雅民。據悉，一名內地男子黃南華於旺角被截查時被搜出手槍及兩人資料，警方隨即展開調查。經追查，黃與多名嫌犯聯絡密切，逐層揭出幕後網絡，最終直指神仙錦涉策劃行動。據傳，行兇報酬高達一百萬美元，但幕後真正出錢黑手仍未曝光。

### 水房內訌，企圖暗殺元老
2012年5月，「和安樂（水房）」的「保守派」與「少壯派」內訌，深水埗鬧市發生街頭血戰，「和安樂（水房）」前坐館趙毓發遭五人持刀圍攻重創，警方趕至現場開槍制止，當場擊斃一名刀手。傷者趙毓發，綽號「高佬發」，「保守派」元老，過去曾兩度遭暗殺。1994年在尖沙咀遭槍擊，左腿重傷後截肢，2010年因幫內衝突險遭槍殺，事發前更於灣仔會展遇襲致腦部受創，需靠拐杖行動。高佬發 2012年曾涉及「八十五億元私煙案」污點證人徐道仁的命案。
而遭擊斃的刀手是郭永基（綽號「水房基」，36歲）活躍於砵蘭街，跟隨「少壯派」的「彪頭」多年，操控當地色情業及勒索生意，兇狠霸道。他每日向妓女收取保護費，並向食肆與車站勒索「陀地費」，雖單筆金額不高，但累積後收益驚人。

### 「雙胞坐館」爭權內訌
2013年2月19日，「和安樂」（水房）叔父「老鬼權」於旺角設壽宴，因幫內鬧「雙胞坐館」爭權，警方高調到場「踩場」。早於前年幫中改選，「保守派」元老「高佬發」曾支持「三寸」與「肥威」，而「少壯派」元老「老鬼權」、「百花蛇」及「業仔」則支持「子鳳」與「大孖」，引發連串內訌。
2013年2月，「肥威」與手下「阿雞」在尖沙咀被伏擊，雙方成員其後在醫院對峙。同年，「業仔」與「大孖」涉洗黑錢案被捕。警方為防再起衝突，O記聯同西九龍反黑組於壽宴現場登記賓客身份證，惟未有拘捕任何人。
2025年的坐館選舉，「和安樂」（水房）新坐館是「少壯派」「阿迪」，「細峰」任揸數。

## 參閲
- 元朗襲擊事件
- 和安樂人物列表